# Adolf von Aichelburg
Adolf Freiherr von Aichelburg (* 8. November 1796 in Klagenfurt; † 6. Mai 1858 ebenda) war ein Ständischer Beamter und Politiker aus dem Adelsgeschlecht Aichelburg.

## Leben
Von Aichelburg war der Sohn des Ingrossisten bei der k.k. Provinzial-Stadtbuchhaltung Peter Leopold von Aichelburg und dessen Ehefrau Maximiliana geborene von Leobenegg. Er war römisch-katholischer Konfession und heiratete am 18. Oktober 1842 Hemma Edle von Litzelhofen (* 17. Dezember 1809; † 4. Februar 1893). Aus der Ehe gingen zwei Töchter hervor.
Von Aichelburg war Herr und Landstand von Kärnten und Krain. Er wirkte als Ständischer Verordneter und Direktor der kärntnerisch-ständischen Hilfsämter. Vom 17. Juli 1848 bis zum 4. März 1849 war er Abgeordneter im Provisorischen Kärntner Landtag.